# Vik (Vestvågøy)
Pour les articles homonymes, voir Vik (homonymie).
Vik est une localité du comté de Nordland, en Norvège.

## Géographie
Vik est situé au bord de la mer de Norvège, au fond de la baie de Vikbukta.
Administrativement, Vik fait partie de la commune (kommune) de Vestvågøy.

## Quelques vues du village et des environs

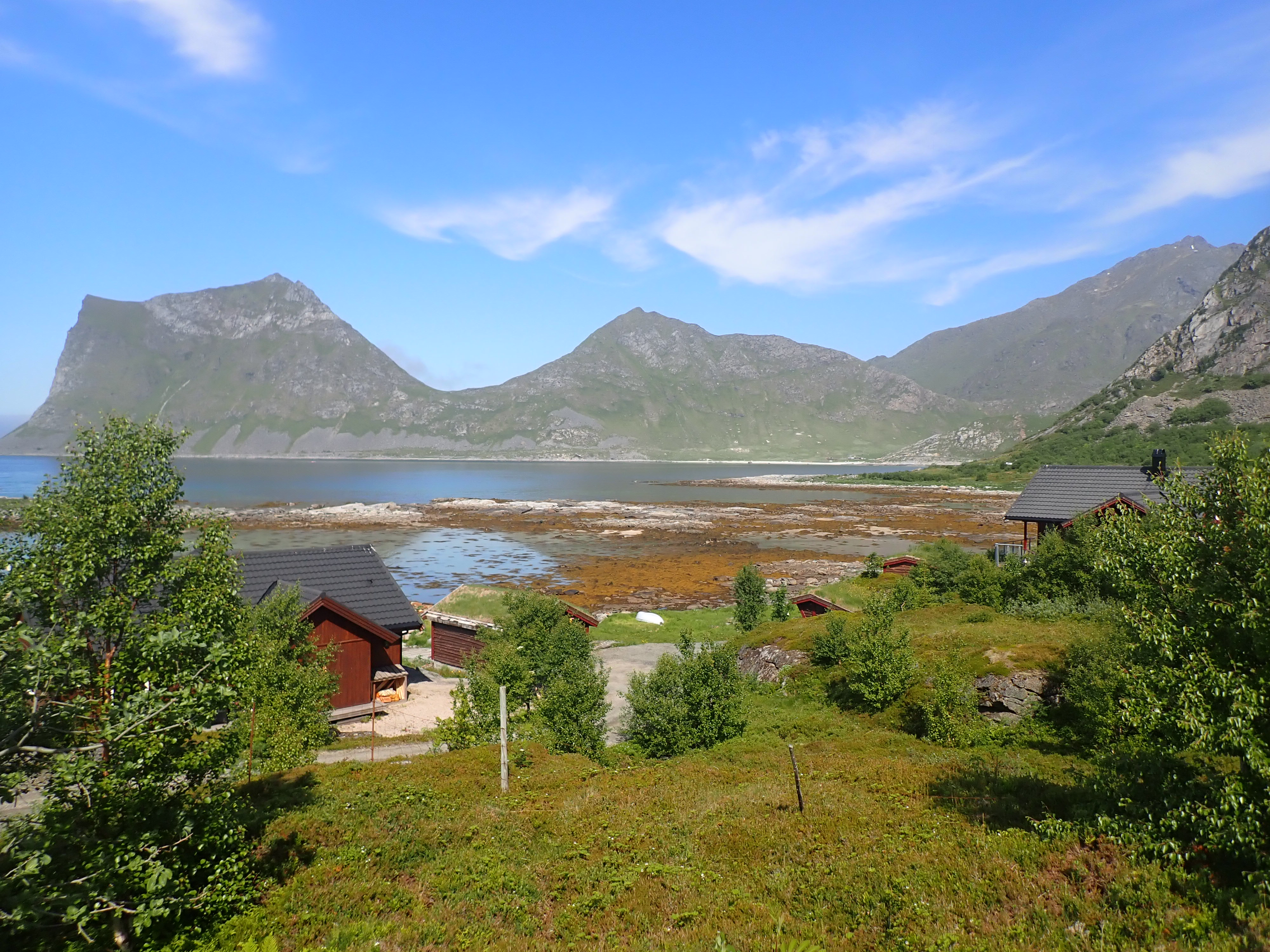
Montagnes Veggen, Mannen au nord de Vikbukta
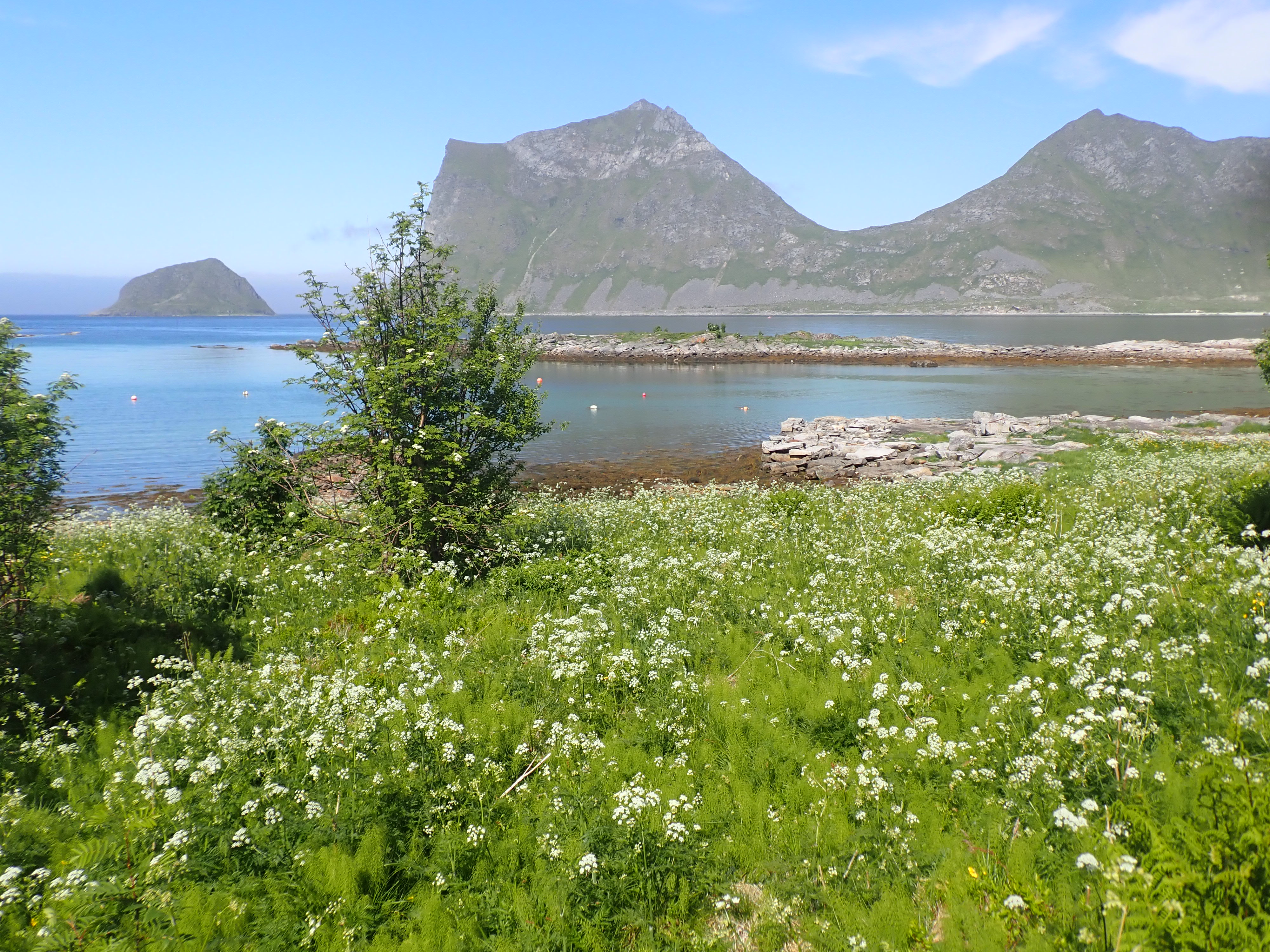
Veggen et l'îlot de Tåa depuis le sud de Vikbukta
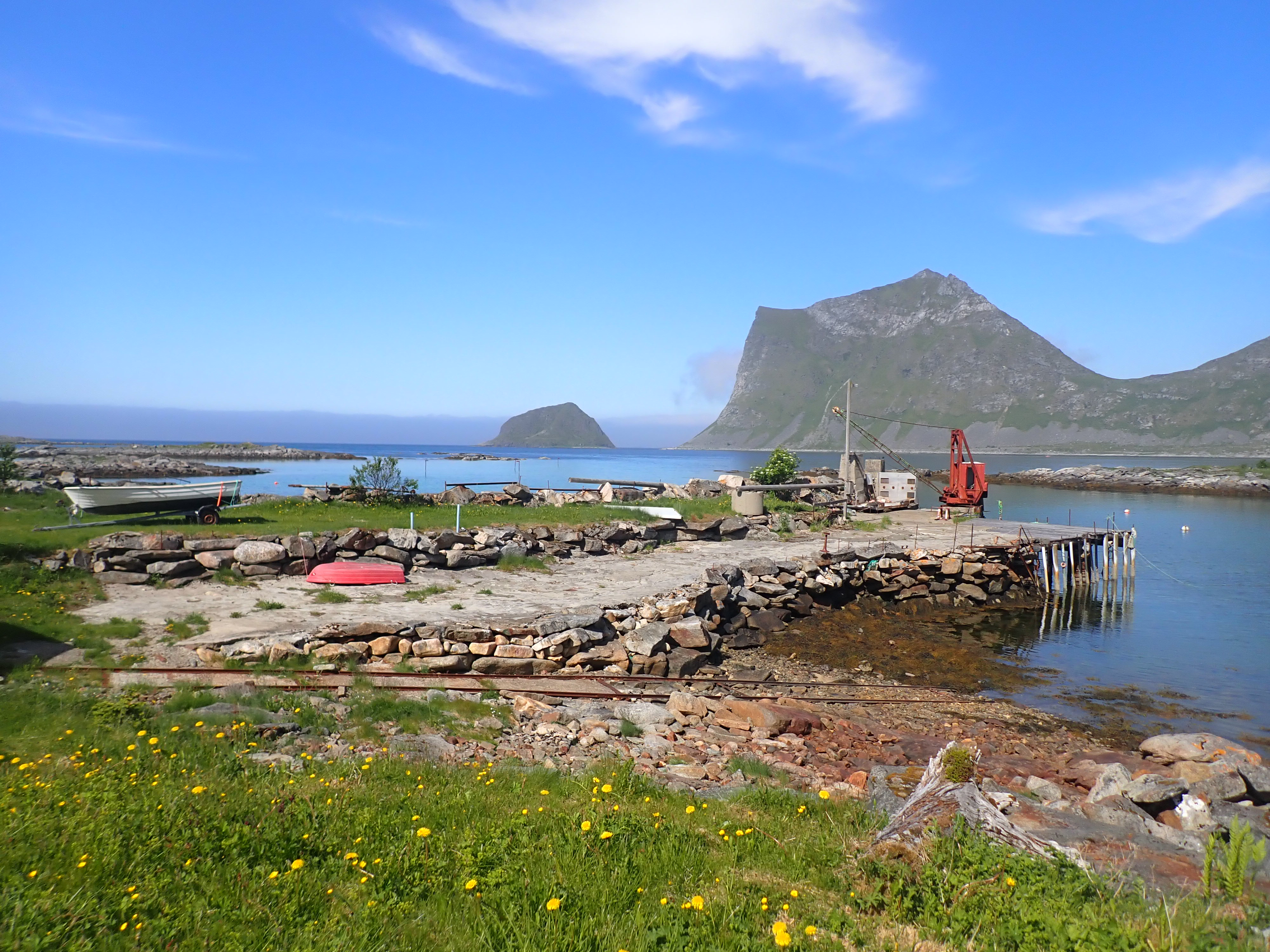
Veggen et Tåa depuis Vågaveien au sud de Vikbukta